# Episodi de Il metodo Kominsky (prima stagione)
La prima stagione della serie televisiva Il metodo Kominsky è composta da 8 episodi, ed è stata pubblicata su Netflix il 16 novembre 2018 in tutti i Paesi in cui il servizio è raggiungibile.
| N° | Titolo originale                    | Titolo in italiano         | Pubblicazione    |
| -- | ----------------------------------- | -------------------------- | ---------------- |
| 1  | Chapter One. An Actor Avoids        | Un attore evita            | 16 novembre 2018 |
| 2  | Chapter Two. An Agent Grieves       | Un agente si addolora      | 16 novembre 2018 |
| 3  | Chapter Three. A Prostate Enlarges  | Si gonfia la prostata      | 16 novembre 2018 |
| 4  | Chapter Four. A Kegel Squeaks       | Il suono di kegel          | 16 novembre 2018 |
| 5  | Chapter Five. An Agent Crowns       | Spunta un agente           | 16 novembre 2018 |
| 6  | Chapter Six. A Daughter Detoxes     | Una figlia si disintossica | 16 novembre 2018 |
| 7  | Chapter Seven. A String Is Attached | Un vincolo                 | 16 novembre 2018 |
| 8  | Chapter Eight. A Widow Approaches   | Una vedova si fa avanti    | 16 novembre 2018 |

## Un attore evita
- Titolo originale: Chapter One. An Actor Avoid
- Diretto da: Chuck Lorre
- Scritto da: Chuck Lorre

### Trama
Sandy Kominsky è un attempato insegnante di recitazione che durante la sua carriera ha allevato attrici del calibro di Faye Dunaway e Diane Keaton. Oggi Sandy ha aperto, assieme alla figlia Mindy, una piccola scuola per giovani attori alla ricerca della strada giusta nel difficile mondo di Hollywood. Nel nuovo gruppo di studenti c'è Lisa, una divorziata di mezza età che attira l'interesse di Sandy, benché costui abbia sempre privilegiato amanti più giovani. Dopo aver bevuto un caffè alla tavola calda, Sandy chiede a Lisa di uscire per un vero appuntamento.
Norman Newlander, agente nonché migliore amico di Sandy, lo incontra per pranzo e gli comunica che la CBS non lo ha preso per un ruolo in una nuova sitcom, preferendogli il rapper Ludacris. Quando Sandy chiede a Norman notizie sulle condizioni della moglie malata Eileen, l'amico risponde che purtroppo le terapie non stanno facendo l'effetto sperato. Nonostante non abbia mai avuto il coraggio di andare a trovare nessuno in ospedale, Sandy decide, su sollecitazione della figlia Mindy, di fare un'eccezione per Eileen, data la loro lunga amicizia e ricordando che è stato proprio lui a farle conoscere Norman. Incuriosita dal nuovo flirt di Sandy, Eileen esprime il desiderio di conoscere Lisa perché spera che lo aiuti a mettere la testa a posto. Sandy passa a prendere Lisa, facendo la conoscenza dell'antipatico figlio di costei, Matthew. Mentre si stanno recando al ristorante, Sandy è avvisato da Mindy che Eileen ha avuto una crisi ed è stata portata in ospedale. Sandy decide di raggiungerla, portando con sé Lisa per poter mantenere la promessa di farle incontrare. Purtroppo i due arrivano troppo tardi ed Eileen se n'è già andata.
Affidata Lisa a Mindy, Sandy accompagna il vedovo Norman a mangiare qualcosa.

## Un agente si addolora
- Titolo originale: Chapter Two. An Agent Grieves
- Diretto da: Andy Tennant
- Scritto da: Chuck Lorre

### Trama
Sandy riaccompagna Norman a casa, dove apprende che Eileen aveva lasciato delle indicazioni molto precise e alquanto originali per il suo funerale. Norman è determinato a rispettare interamente le ultime volontà della moglie, a cominciare dalla bara che deve essere costruita con legno riciclato. Sandy sta molto vicino all'amico, cercando di assecondare i suoi desideri e portandolo ad assistere a una lezione nella sua scuola. Sandy non riesce a capire come mai Norman si rifiuti di comunicare la morte di Eileen alla figlia Phoebe. Norman afferma che Phoebe, vittima delle droghe, era in pessimi rapporti con la madre e non si era mai fatta vedere né sentire durante la malattia. Sandy chiede a Lisa di partecipare al funerale di Eileen.
Il funerale di Eileen si svolge esattamente come la donna aveva desiderato. Sfruttando le sue conoscenze, Sandy riesce a far intervenire Patti LaBelle, Jay Leno e una drag queen che imita Barbra Streisand. Intervenendo dal pulpito, Sandy ricorda con affetto Eileen perché è stata l'unica persona ad averlo capito fino in fondo, provando a riportarlo sulla retta via e regalandogli una sincera amicizia. Norman prende la parola per ringraziare Sandy, poiché è stato grazie a lui che ha potuto conoscere Eileen, ma il suo discorso viene interrotto dall'arrivo in chiesa di Phoebe.

## Si gonfia la prostata
- Titolo originale: Chapter Three. A Prostate Enlarges
- Diretto da: Donald Petrie
- Scritto da: Chuck Lorre e Al Higgins

### Trama
Durante la veglia di Eileen, mentre Norman familiarizza con la vedova Dianne e Phoebe dà spettacolo, Mindy si accorge che Sandy va in bagno a urinare molto spesso. Il padre sottovaluta il problema, ma quando gli capita ancora durante una lezione decide di consultare un urologo. Il medico che lo visita esclude patologie gravi, prospettandogli due soluzioni: una cura di farmaci oppure l'asportazione della prostata.
Scusandosi con Norman per il suo comportamento, Phoebe gli chiede di potersi trattenere un po' di tempo. Norman non è molto felice all'idea di avere Phoebe in casa, soprattutto dopo aver scoperto che la figlia non si fa alcuna remora a consumare perfino i farmaci della madre. Norman immagina che Eileen sia ancora viva e intrattiene dialoghi con lei, venendo scoperto da Sandy. Andato in lavanderia a ritirare un paio di camicie, Norman scoppia in lacrime quando i proprietari gli restituiscono un capo non ancora ritirato, vale a dire un vestito da sera di Eileen.

## Il suono di kegel
- Titolo originale: Chapter Four. A Kegel Squeaks
- Diretto da: Beth McCarthy-Miller
- Scritto da: Chuck Lorre, Al Higgins e David Javerbaum

### Trama
Anche se non vuole darlo a vedere, Sandy è ansioso di conoscere l'esito degli esami alla prostata. Di ritorno dal supermercato, lui e Norman si spaventano nel vedere Phoebe galleggiare immobile in piscina, scoprendo che la ragazza si era semplicemente appisolata. Questo episodio, unito al tentato furto di abiti della madre, inducono Norman a mandare la figlia via di casa, con preghiera di non tornare più.
Sandy vuole un sabato sera di svago per distrarre la mente, ma né Lisa né Norman gli danno retta e trovano fuori luogo il suo istinto giovanilista. Sandy si ritrova in un bar, finendo per andarsene quando va in bagno e vede che i giovani urinano meglio di lui.

## Spunta un agente
- Titolo originale: Chapter Five. An Agent Crowns
- Diretto da: Beth McCarthy-Miller
- Scritto da: Chuck Lorre

### Trama
Sandy riceve un responso positivo dall'urologo. Non ha il cancro e deve limitarsi a tenere monitorate un paio di cellule tumorali che nel breve periodo non dovrebbero dare problemi. Felice per la buona notizia, Sandy diserta la lezione a scuola per trascorrere un appagante pomeriggio sessuale con Lisa. Sandy mette in chiaro di volere una relazione più seria con lei.
Norman rientra al lavoro nell'agenzia di talenti che dirige, preoccupandosi di trovare un ingaggio a Sandy. L'unica possibilità che gli si prospetta è girare lo spot per un fondo pensionistico. Nonostante le riprese siano andate bene, Sandy non vuole apparire in quella che definisce una truffa e abbandona il set. Norman riceve la notizia che Phoebe è stata trovata svenuta poco lontano da casa sua. L'uomo e Sandy vanno in ospedale, pronti a riaccoglierla nuovamente.

## Una figlia si disintossica
- Titolo originale: Chapter Six. A Daughter Detoxes
- Diretto da: Andy Tennant
- Scritto da: Chuck Lorre, Al Higgins e David Javerbaum

### Trama
Sandy e Norman accompagnano Phoebe in una clinica per disintossicarsi dalla droga. Lungo il tragitto si fermano in una tavola calda, dove Sandy riceve la telefonata di Mindy, allarmata perché hanno ricevuto una lettera dall'Agenzia delle Entrate secondo cui sono parecchio indietro con i pagamenti delle tasse. Sandy affronta la questione con la consueta sfrontatezza, però il pensiero di possibili guai finanziari non tarderà a farsi sentire. Apparentemente Phoebe sembra accettare di buon grado il ricovero in clinica, ma al momento di salutarsi la donna tenta di rincorrere Sandy e Norman che se ne stanno andando via in macchina. Consapevole che riprendere in casa la figlia per l'ennesima volta non servirebbe a nulla, Norman la lascia in clinica.
Nel viaggio di ritorno verso casa, Sandy e Norman si fermano in un albergo per trascorrervi la notte. Sandy ne approfitta per tentare di riconciliarsi con Lisa, ma la donna è ancora alterata per il loro ultimo incontro. Norman consiglia all'amico di provare a essere più conciliante verso Lisa perché, come tutte le donne, cerca e vuole attenzioni. Il mattino seguente i ruoli si sono invertiti ed è Norman quello pensieroso, temendo che il resto della sua vita senza Eileen non sarà facile. Sandy gli fa capire che non ha nulla da recriminare, essendo circondato da tanti amici che gli vogliono bene, e riuscirà ad andare avanti apprezzando le piccole cose della vita.

## Un vincolo
- Titolo originale: Chapter Seven. A String Is Attached
- Diretto da: Donald Petrie
- Scritto da: Chuck Lorre, Al Higgins e David Javerbaum

### Trama
Di ritorno dal loro viaggio on the road, Sandy chiede un aiuto finanziario a Norman per appianare l'ingente debito contratto con l'erario. Avendoci riflettuto, Norman si offre di saldare l'intera somma attraverso una donazione. Tuttavia, temendo i contraccolpi che questo potrebbe avere sulla loro amicizia, Sandy rifiuta l'aiuto di Norman e cerca di risolvere la questione autonomamente. L'inflessibile funzionario dell'Agenzia delle Entrate però oppone un netto rifiuto all'idea di Sandy di saldare il debito a rate, pretendendo che trovi una soluzione entro 48 ore. L'unica soluzione concreta sarebbe ipotecare la scuola di recitazione.
Dopo aver tentato di rappacificarsi con Lisa, Sandy decide di mettere da parte l'orgoglio e accetta l'aiuto di Norman. Inoltre, Sandy comunica a Mindy che vuole intestarle la scuola, così da mettere la loro creatura in mani sicure e riconoscere l'eccellente lavoro svolto dalla figlia. Sandy tenta di risarcire Norman versandogli assegni mensili da 1.000$, ma l'amico gli fa capire che non vuole nulla da lui perché la donazione è stata fatta in puro spirito di amicizia.

## Una vedova si fa avanti
- Titolo originale: Chapter Eight. A Widow Approaches
- Diretto da: Andy Tennant
- Scritto da: Chuck Lorre, Al Higgins e David Javerbaum

### Trama
Norman ha ricevuto un invito a pranzo da Dianne, una vedova incontrata al funerale di Eileen. L'appuntamento non lo lascia soddisfatto, ritenendo Dianne una donna eccessivamente metodica e troppo razionale per lui. Sandy lo invita a darle una seconda possibilità, partecipando alla raccolta fondi della fondazione di Eileen per la lotta al Parkinson. Per l'occasione Sandy invita Lisa, con cui è finalmente riuscito a fare pace.
La cena è però un disastro. Norman non riesce a trattenersi davanti al modo di mangiare di Dianne, la quale ingerisce tutto il contorno prima di dedicarsi al pesce, e la prende a male parole. Sandy pone una condizione a Lisa: riprendere la loro relazione oppure restare nella sua classe di recitazione. Lisa sceglie la seconda opzione. Mentre si sta preparando ad andare a letto, Norman è tormentato dalle visioni di Eileen e dei suoi avi morti. L'ansia lo porta a uscire di casa e vagare per la città, finendo in una centrale di polizia.
Sandy va a recuperare Norman. L'amico continua a essere giù di morale, lo stesso umore che aveva nel loro viaggio per accompagnare Phoebe in clinica. Norman continua a interrogarsi su cosa debba concentrarsi per continuare a vivere. Sandy decide di rivelargli in cosa consiste il "metodo Kominsky".